# 大橋弘典
大橋 弘典（おおはし ひろふみ、1979年 - ）は、日本の映像作家、アニメーター。岐阜県出身。
主に、NHKの音楽番組「みんなのうた」などのアニメーションを制作している。

## 作品一覧

### みんなのうた
- ◆は、5分間1曲枠の楽曲（ロングのうた）。
- 1.ビーフストロガノフ / ショピン（2014年2月・3月放送）
- 2.ひげヒゲげひポンポン / たんきゅんデモクラシー（2015年6月・7月放送）